# Agrale

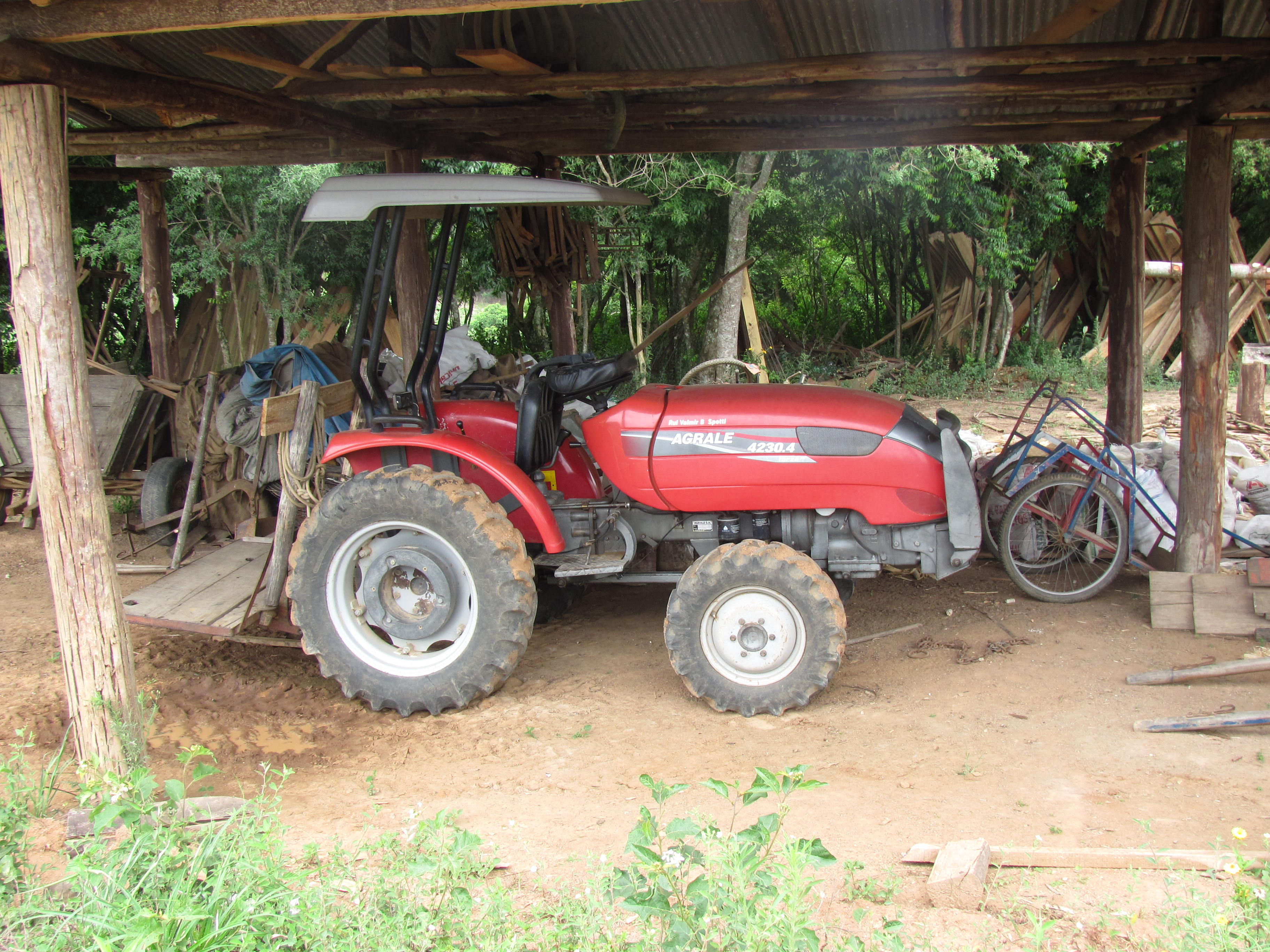
Ciągnik rolniczy Agrale 4230.4

Agrale – brazylijski producent pojazdów wojskowych, pojazdów komercyjnych, silników i ciągników rolniczych z siedzibą w Caxias do Sul w stanie Rio Grande do Sul.

## Historia
14 grudnia 1962 roku Agrale zostało założone pod nazwą Agrisa Indústria Gaúcha de Implementos Agrícolas SA (Agrisa – Gaucho Przemysł Maszyn Rolniczych SA), była to firma produkująca silniki Diesla i kultywatory. 14 października 1965 roku Francisco Stédile Group przejmuje kontrolę nad Agrisa, przenosząc firmę do Caxias do Sul i zmieniając jej nazwę na Agrale SA Tratores e Motores. W 1968 roku rozpoczęto produkcję pierwszego ciągnika w Rio Grande do Sul: czterokołowego mikrociągnika Agrale 415. W 1988 roku Agrale podpisał umowę z firmą Deutz, na mocy której rozpoczęto produkcję ciągników ciężkich „Agrale Deutz” w Brazylii i ciężarówek „Deutz Agrale” w Argentynie. W 1997 roku została wprowadzona linia ciągników średnich, będących prekursorem obecnej serii 5000 jako rezultat umowy z Zetor a.s. W 2013 rozpoczęto produkcję ciągników w fabryce Agrale w Argentynie.